# HMS Malaya (1915)
HMS Malaya (Его Величества Корабль «Малайя») — британский линкор типа «Queen Elizabeth». Назван в честь федерированных малайских государств, оплативших его создание. Принимал участие в обеих мировых войнах.

## История службы
В Первую мировую войну линкор участвовал в Ютландском сражении. Получив 8 попаданий, «Малайя», тем не менее, отделалась лёгкими повреждениями.
Во Вторую мировую войну линкор использовался в основном для эскорта торговых караванов в Атлантическом океане и Средиземном море.